# Under Control (singel)
Under Control – wspólny singel szkockiego DJ-a Calvina Harrisa, szwedzkiego DJ-a Alesso i zespołu Hurts, wydany w październiku 2013. To piąty "singel - numer jeden" brytyjskiej listy singlowej (UK Singles Chart) dla Harrisa, a pierwszy dla Alesso i dla grupy Hurts.

## Lista utworów
| 1. | "Under Control" | 3:04  |
|    |                 |       |
|    |                 | 03:04 |
|    |                 |       |

## Notowania

### Media polskie
| Lista                                     | Pozycja |
| ----------------------------------------- | ------- |
| POPlista                                  | 1       |
| Gwiezdna 20-tka - Radio Star              | 2       |
| Codzienna Lista Przebojów - Radio Bielsko | 5       |